# Visseltofta församling
Visseltofta församling var en församling i Lunds stift och i Osby kommun. Församlingen uppgick 2006 i Osby-Visseltofta församling.

## Administrativ historik
Församlingen har medeltida ursprung.
Församlingen var till 1962 moderförsamling i pastoratet Vissetofta och Verum för att därefter till 1973 vara annexförsamling i pastoratet Vittsjö, Vissetofta och Verum. Från 1973 till 2006 annexförsamling i pastoratet Osby och Visseltofta. Församlingen uppgick 2006 i Osby-Visseltofta församling.

## Kyrkoherdar
| Ämbetstid | Namn                     | Levnadstid | Övrigt                                        |
| --------- | ------------------------ | ---------- | --------------------------------------------- |
| 1540      | Laurentius Bigh          |            |                                               |
| 1565–1610 | Nicolaus Lauridsson Bigh |            |                                               |
| 1623–1640 | Peder Nilsson Bigh       | –1640      |                                               |
| 1640–1692 | Jörgen Simonsson Schee   | 1612–1692  |                                               |
| 1692–1707 | Lars Nilsson Opman       | 1652–1707  |                                               |
| 1708–1730 | Petrus Gistrenius        | 1672–1730  |                                               |
| 1731–1766 | Hans Billing             | 1692–1766  |                                               |
| 1768–1771 | Jakob Billing            | 1728–1771  |                                               |
| 1773      | Christian Castenberg     | –1773      |                                               |
| 1776–1803 | Petrus Ruth              | –1803      |                                               |
| 1805–1812 | Jöns Peter Schrewelius   |            | Senare kyrkoherde i Jämshögs församling.      |
| 1812–1823 | Carl Ludvig Hornstedt    | 1773–1823  |                                               |
| 1826–1836 | Carl Christian Eberstein |            | Senare kyrkoherde i Västra Karups församling. |
| 1836–1858 | Wilhelm Wahlqwist        |            | Senare kyrkoherde i Södervidinge församling.  |
| 1858–     | Elof Caspar Cederschiöld | 1815–      |                                               |

## Kyrkor
- Visseltofta kyrka